# Kika
Kika (officielt Leiner & kika Möbelhandels GmbH) er en østrigsk møbelkæde med hovedkvarter i St. Pölten, Niederösterreich og 26 møbelhuse i Østrig. I alt driver virksomheden 70 møbelhuse i Central- og Østeuropa. I 2013 blev virksomheden overtaget af Steinhoff International.